# Douilly
Douilly är en kommun i departementet Somme i regionen Hauts-de-France i norra Frankrike. Kommunen ligger i kantonen Ham som tillhör arrondissementet Péronne. År 2022 hade Douilly 250 invånare.

## Befolkningsutveckling
Antalet invånare i kommunen Douilly
| Referens: INSEE |